# Condado de Onslow
El condado de Onslow (en inglés: Onslow County, North Carolina), fundado en 1734, es uno de los 100 condados del estado estadounidense de Carolina del Norte. En el año 2000 tenía una población de 150 355 habitantes con una densidad poblacional de 76 personas por km². La sede del condado es Jacksonville.

## Geografía
Según la Oficina del Censo, el condado tiene un área total de 2354 km² (908,9 mi²), de la cual 1987 km² (767,2 mi²) es tierra y 368 km² (142,1 mi²) es agua.

### Municipios
El condado se divide en territorios no organizados y cinco municipios: Camp Lejeune, Hofmann Forest, Municipio de Jacksonville, Municipio de Richlands, Municipio de Stump Sound, Municipio de Swansboro y Municipio de White Oak

### Condados adyacentes
- Condado de Jones norte
- Condado de Carteret este
- Condado de Pender suroeste
- Condado de Duplin noroeste

## Demografía
En el 2000 la renta per cápita promedia del condado era de $33 756, y el ingreso promedio para una familia era de $36 692. El ingreso per cápita para el condado era de $14 853. En 2000 los hombres tenían un ingreso per cápita de $22 061 contra $20 094 para las mujeres. Alrededor del 12,90% de la población estaba bajo el umbral de pobreza nacional.
| 1900   | 1910   | 1920   | 1930   | 1940   | 1950   | 1960    | 1970    | 1980    | 1990    | 2000    | Est. 2006 |
| ------ | ------ | ------ | ------ | ------ | ------ | ------- | ------- | ------- | ------- | ------- | --------- |
| 11 940 | 14 125 | 14 703 | 15 289 | 17 939 | 42 047 | 82. 706 | 103 126 | 112 784 | 149 838 | 150 355 | 150 673   |

## Lugares

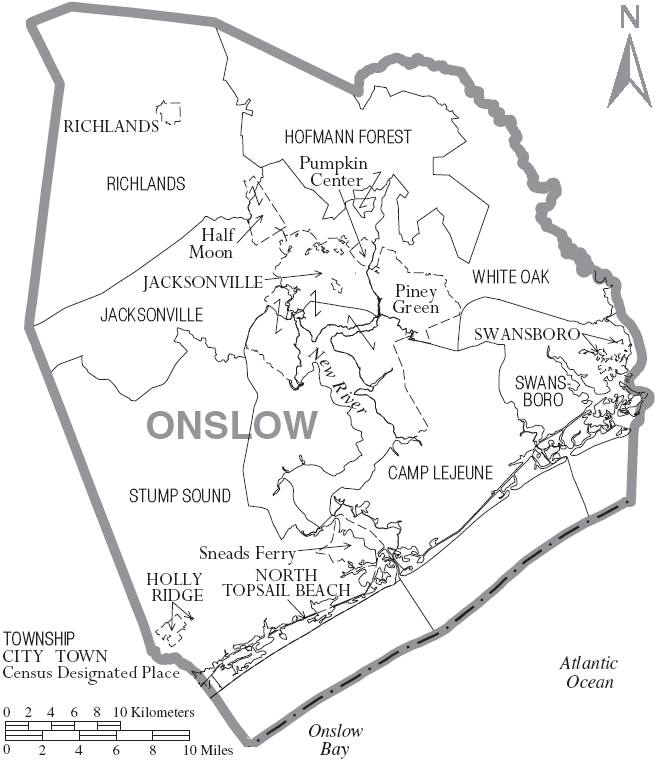
Mapa del Condado de Onslow en Carolina del Norte con sus municipios

### Ciudades y pueblos
- Half Moon
- Holly Ridge
- Jacksonville
- North Topsail Beach
- Piney Green
- Pumpkin Center
- Richlands
- Sneads Ferry
- Swansboro

### Carreteras Principales
- U.S. Route 17
- U.S. Route 258
- Carretera de Carolina del Norte 24